# Sikelgaita

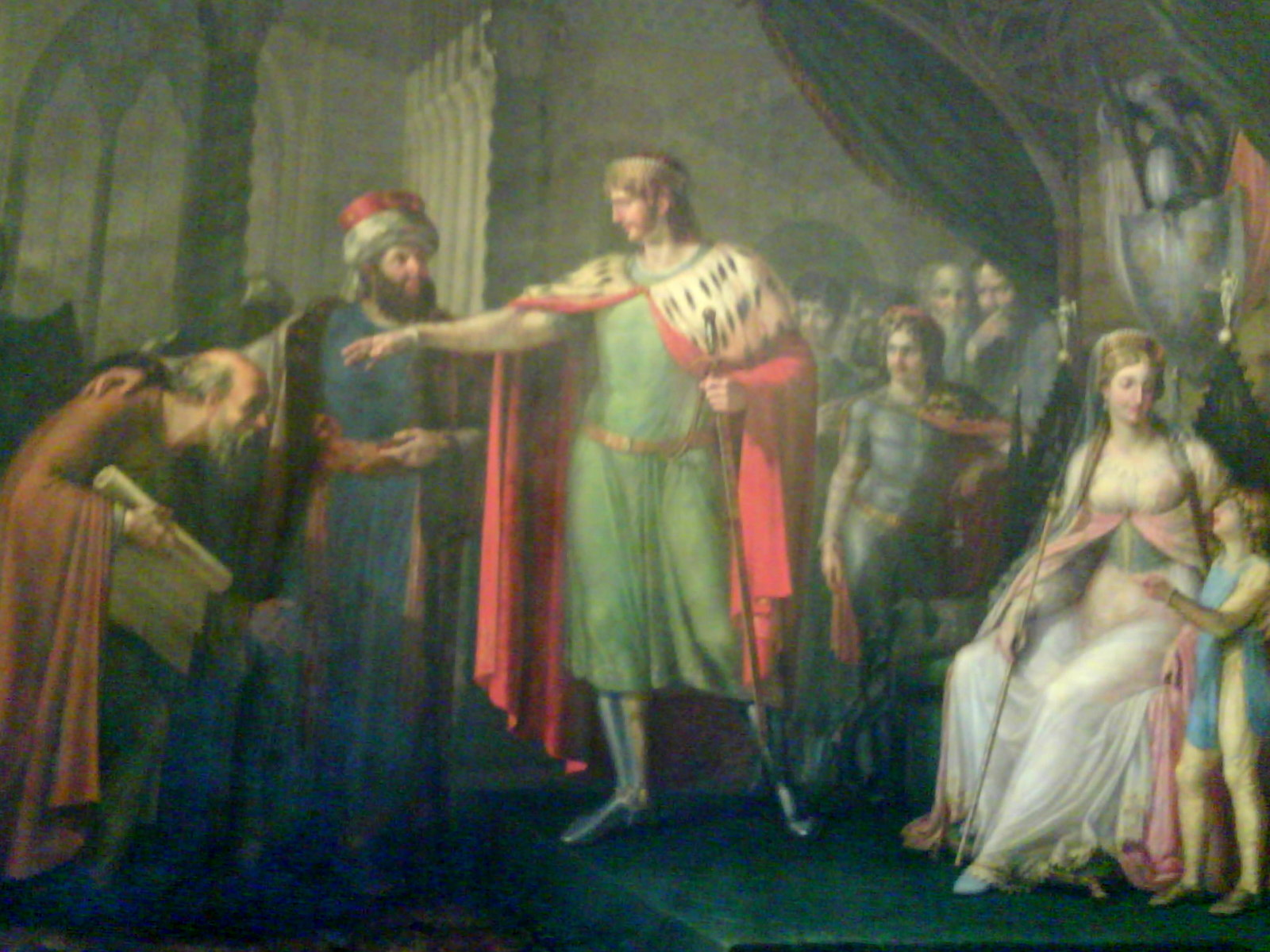
De familie van Robert Guiscard met Sikelgaita uiterst rechts.

Sikelgaita (Salerno, ca. 1040/1045 - 16 april 1090) was de tweede echtgenote van Robert Guiscard en was een legeraanvoerster.

## Biografie
Sikelgaita was een dochter van prins Weimar IV van Salerno en Gemma van Capua. In 1058 huwde ze met Robert Guiscard, die eerder gehuwd was met Alberada van Buonalbergo. Toen de relatie tussen haar echtgenoot en haar broer Gisulf II van Salerno verslechterde, probeerde Sikelgaita tussen hen te bemiddelen, maar haar inzet mocht niet baten en ze verzoende zich met de oorlog tussen hen. Ze reisde vaak met Robert Guiscard mee tijdens zijn veldtochten en toen hij doortrok naar Tarente voerde zij zijn leger aan tijdens het beleg tegen Trani.
Sikelgaita trok vervolgens ook met hem op in zijn oorlog tegen het Byzantijnse Rijk. In de slag bij Dyrrhachium was ze aanwezig op het slagveld gekleed in een harnas. Tijdens de slag wist ze de Normandische groepen te hergroeperen, nadat ze in eerste instantie werden teruggedrongen door de Byzantijnen. In de Alexiade werd ze door Anna Komnene beschreven alsof ze "een andere Pallas was, als ze geen tweede Athena was."
In 1083 keerde Sikelgaita terug naar Italië om voor paus Gregorius VII te vechten tegen keizer Hendrik IV. Vervolgens streed ze weer aan de zijde van haar echtgenoot tegen de Byzantijnen en ze was aanwezig toen hij tijdens de veldtocht overleed. Na zijn dood probeerde ze Roberts zoon Bohemund te vergiftigen, maar nadat hij tot een vergelijk met Sikelgaita's zoon Roger Borsa kwam, staakte ze met haar intriges. Na haar dood werd ze begraven in Monte Cassino.

## Nageslacht
Sikelgaita kreeg acht kinderen uit haar huwelijk met Robert Guiscard:
- Helena, verloofd met co-keizer Constantijn Doukas Porphyrogennetos
- Mathilde, in 1078 gehuwd met Raymond Berengarius II van Barcelona (-1082)
- Rogier I Borsa (1061-1111)
- Sibylla, gehuwd met graaf Ebles II van Roucy (-1103)
- Mabilla, gehuwd met Willem van Gransmenil
- Guido (-1107), hertog van Amalfi
- Robert Scalio (-1110)
- Helia, gehuwd met Hugo V van Este